# Cinca (Lladurs)
Cinca és una masia situada al poble de Lladurs, al municipi del mateix nom, al Solsonès. És un monument protegit i inventariat dins el Patrimoni Arquitectònic Català
Es troba a tocar de la carretera LV-4241-b (de Solsona a Sant Llorenç), km. 7,8.

## Descripció

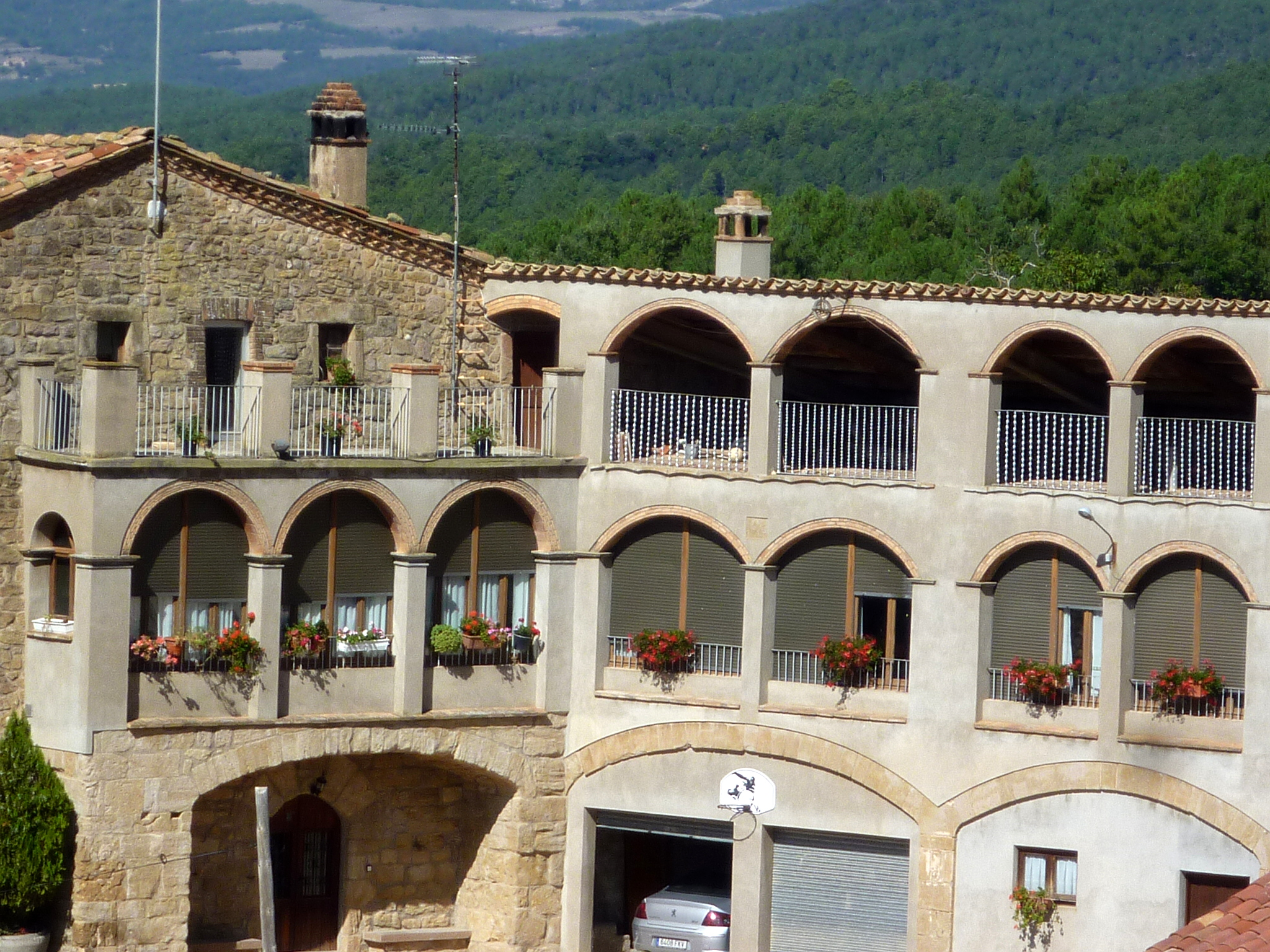
detall de les galeries

Masia de planta rectangular, teulada a dues vessants i orientada nord-sud. Porta primitiva a l'est, d'arc de mig punt i adovellada, amb un balcó al damunt amb una llinda de pedra que porta la data de 1675 i el nom de qui la va construir: Pere Cinca. La porta actual està a la cara sud, amb una escala exterior. En la façana de la cara sud, hi ha una galeria amb grans arcades de mig punt i una terrassa al damunt. Adossada a la cara sud, hi ha una edificació que serveix de cobert, amb grans arcades als tres pisos. Tipus de construcció: Parament de carreus irregulars amb morter.

## Notícies històriques
La zona on es troba la masia de Cinca, va formar part del territori repoblat i organitzat entre els anys 970 i el 977.